# 佛法僧目
佛法僧目（学名：Coraciiformes）是鸟纲中的一个目。这一目的鸟分布广泛，形态结构多样，各科特化程度高。
这一目在很大程度上是一个旧大陆的目，在新大陆的代表仅限于十几种短尾鴗科和翠鴗科，以及一百多种翠鸟科中的一小部分。

## 分布
佛法僧目的鸟在除两极和部分海洋岛屿外地区都有分布。很多科分布局限于热带、亚热带地区，其它科则分布比较广泛。其中鹃鴗科仅在马达加斯加岛有分布。

## 形态特征
佛法僧目的鸟形态多样，体形大小不一，羽色大多艳丽，喙的形状多样。腿短，足的前三趾基部有不同程度的并合，为并趾足。

## 习性
这一目的鸟生存环境多样，鸣声简单。多数种类以昆虫和小动物为食，有些种类食鱼，还有些种类食果实。繁殖于洞穴中，多是双亲育雏，雏鸟晚成型。

## 名稱由來
此名稱來自日本。夜間森林中“but po so”（音似日語“佛法僧”）的鳥鳴聲，被認為是其中的一種三寶鳥所發，故名。1935年發現此鳥鳴聲實為普通角鴞所發。

## 分类
- 翠鸟科 Alcedinidae
  - 翠鸟亚科 Alcedininae
  - 翡翠亚科 Halcyoninae
  - 鱼狗亚科 Cerylinae
- 蜂虎科 Meropidae
- 地鴗科 Brachypteraciidae
- 短尾鴗科 Todidae
- 佛法僧科 Coraciidae
- 翠鴗科 Momotidae

以前传统的形态学分类将鹃鴗科（Leptosomatidae）、戴胜科（Upupidae）、林戴胜科（Phoeniculidae）与犀鸟科（Bucerotidae）归类于此，但遗传分子学研究显示，这四科与佛法僧科鸟类的亲缘关系甚至比鴷形目更疏远，于是鹃鴗科独立列入鹃鴗目，后三者则列入犀鸟目。